# سرخده (قم)
سرخده، روستایی است از توابع بخش خلجستان در استان قم ایران

## جمعیت
این روستا در دهستان دستجرد (قم) قرار دارد و براساس سرشماری مرکز آمار ایران در سال ۱۳۸۵، جمعیت آن ۶۴  نفر ( 29خانوار) بوده است.